# Václav Hollar
Václav Hollar (13. července 1607 Praha – 25. března 1677 Londýn), známý pod latinizovanou formou jména Wenceslaus Hollar Bohemus či Wenceslas Hollar nebo poněmčenou podobou jména Wenzel Hollar, byl český barokní rytec a kreslíř. Od roku 1627 jako protestant odešel do zahraničí a půdobil v dílnách ve Frankfurtu nad Mohanem u Matthäuse Meriana, ve Štrasburku, v Kolíně nad Rýnem a v Antverpách. Od roku 1636 působil ve službách hraběte Thomase Howarda z Arundelu, s nímž se dostal do Anglie. Za války z Anglie utekl, ale později se vrátil. Jeho syn zemřel při morové epidemii, dotkl se ho velký požár Londýna v roce 1666. I když většinu života prožil v cizině, zůstal Čechem a dával to najevo.[zdroj?] Byl pohřben do společného hrobu pro zvláště nemajetnou chudinu na malém hřbitově při kostele sv. Markéty ve Westminsteru.
Hollar je autor realistických barokních leptů, mezi jeho časté náměty patří přírodní motivy, krajiny, veduty, mapy, portréty, městské prospekty, kroje a zátiší na volných listech i v souborech. Vytvořil také pohled na Prahu podle svých kreseb z krátké návštěvy v roce 1636.

## Život

### Mládí
Václav Hollar pocházel z významné a majetné pražské rodiny. Léta mládí Václava Hollara spadají na počátek třicetileté války. Otec Jan Hollar byl depozitorem českých zemských desek na Pražském hradě a člen nižší zemské šlechty. Od roku 1600 mohl z rozhodnutí Rudolfa II. používat erb a přídomek z Práchně (von Prachenberg). Jeho matka Markéta Löwová byla rodem z německé rytířské rodiny z Löwengrünu a Bareytu z Horní Falce. Švagr jeho strýce, Pavel Aretin, byl významným kartografem, autorem třetí nejstarší mapy Čech (1619).
S prvními uměleckými pokusy začínal Hollar již dříve, ale rytí začal praktikovat až ve svých osmnácti pod vedením Aegidia Sadelera, v Bruselu narozeného grafika, který se do Prahy dostal za dob rozkvětu Rudolfova dvora. Mladý Hollar měl také možnost se seznámit s Rudolfovou kunstkomorou, která již v této době byla z části rozprodána nebo odvezena do Vídně. Z této doby pocházejí jeho kopie podle Dürera, kterého si Hollar velmi vážil. Hollarův otec jeho umělecké snažení nepodporoval a chtěl, aby se syn stal právníkem.

### První umělecká léta

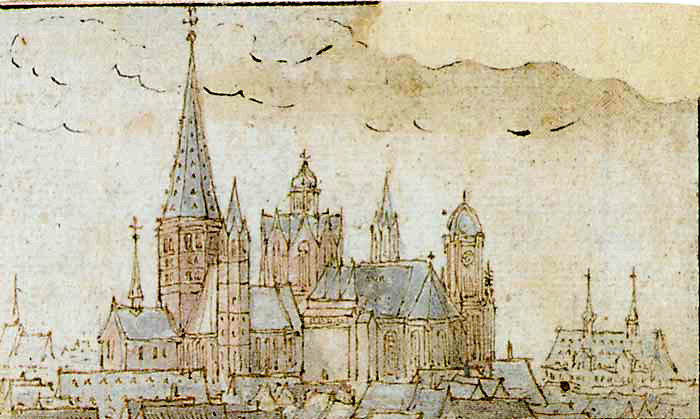
Katedrála sv. Martina v Mohuči; kresba z roku 1632

V roce 1627, podobně jako řada dalších kvůli Obnovenému zřízení zemskému, opustil Čechy a odebral se do Německa. Hollar nejspíše neodešel z důvodů politických, ale spíše z existenciálních, kdy mu zahraničí dokázalo nabídnout lepší uplatnění. Velkou roli snad ani nehrály náboženské důvody, snad i přes informace naznačující, že Hollar pocházel z českobratrské rodiny. (K tomu níže sekce Hollarovo náboženské vyznání.)
V Německu žil nejprve ve Stuttgartu (1627–1628) a později pracoval ve Štrasburku pro nakladatele Heydena a kolínského nakladatele Hogenberga (1629–1630). Odtud na přelomu let 1629–1630 podnikl svou první cestu po Rýně do Kolína nad Rýnem. Kolem roku 1631 se Hollar usadil ve Frankfurtu nad Mohanem, kde se začal učit u nejvýznamnějšího mědirytce své doby, Matthäuse Meriana. Zde se podílel i na Merianově vrcholném díle Topographia Germaniae. Hollar byl jedním z prvních umělců, kteří začali soustavně zachycovat krajinu středního Porýní a stal se předchůdcem rýnského romantismu.
V roce 1633 se Hollar dostal do Kolína a zůstal tam tři roky. Zde v roce 1635 vydal svou první knihu rytin u Abrahama Hogenberga. V roce 1636 došlo k důležitému setkání s lordem Thomasem Howardem z Arundelu, který cestoval jako anglický vyslanec k Ferdinandu II., aby vyřešil problém s majetkovým vyrovnáním vdovy Alžběty, sestry krále Karla I. v oblasti Falce.
Arundel byl mimo jiné sběratel umění a Hollara si všiml při nákupu děl od Abrahama Hogenberga. Při cestě se zastavili například ve Frankfurtu, kde Arundel získal dalšího umělce, Henrika van der Borcht, který se stal blízkým Hollarovým přítelem. Dále navštívili Prahu, Vídeň a postupně procestovali celou střední Evropu. Stejného roku ještě při návštěvě dvora císaře Ferdinanda II. byl s pomocí Arundela Hollarovi polepšen erb a predikát po jeho matce, takže si mohl říkat „Hollar Prachenberger von Löwengrün und Bareyt“. Když se jeho sponzor v roce 1637 vracel do Londýna, Hollar ho následoval a nakonec tam strávil větší část svého života.

### Život vAnglii

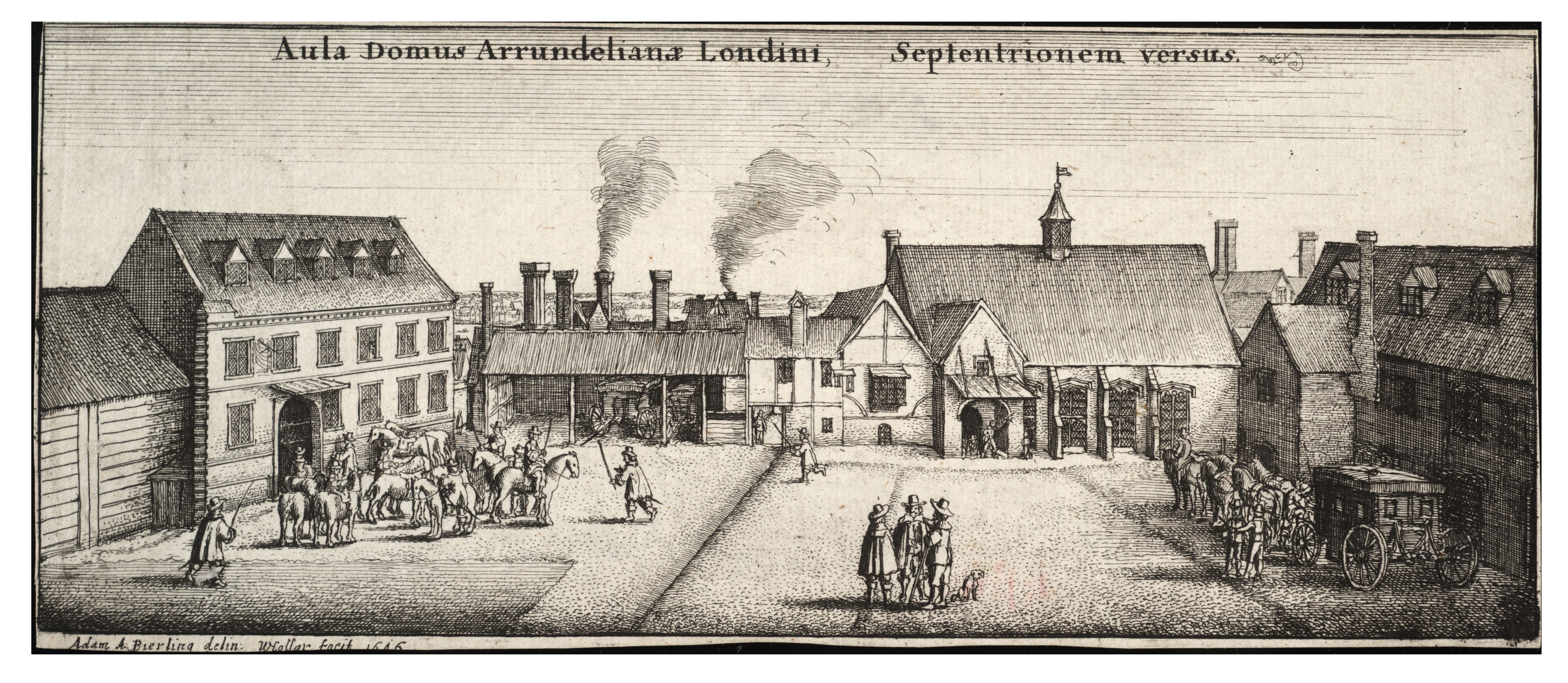
Arundel House, kde Hollar bydlel a tvořil (lept z roku 1646)

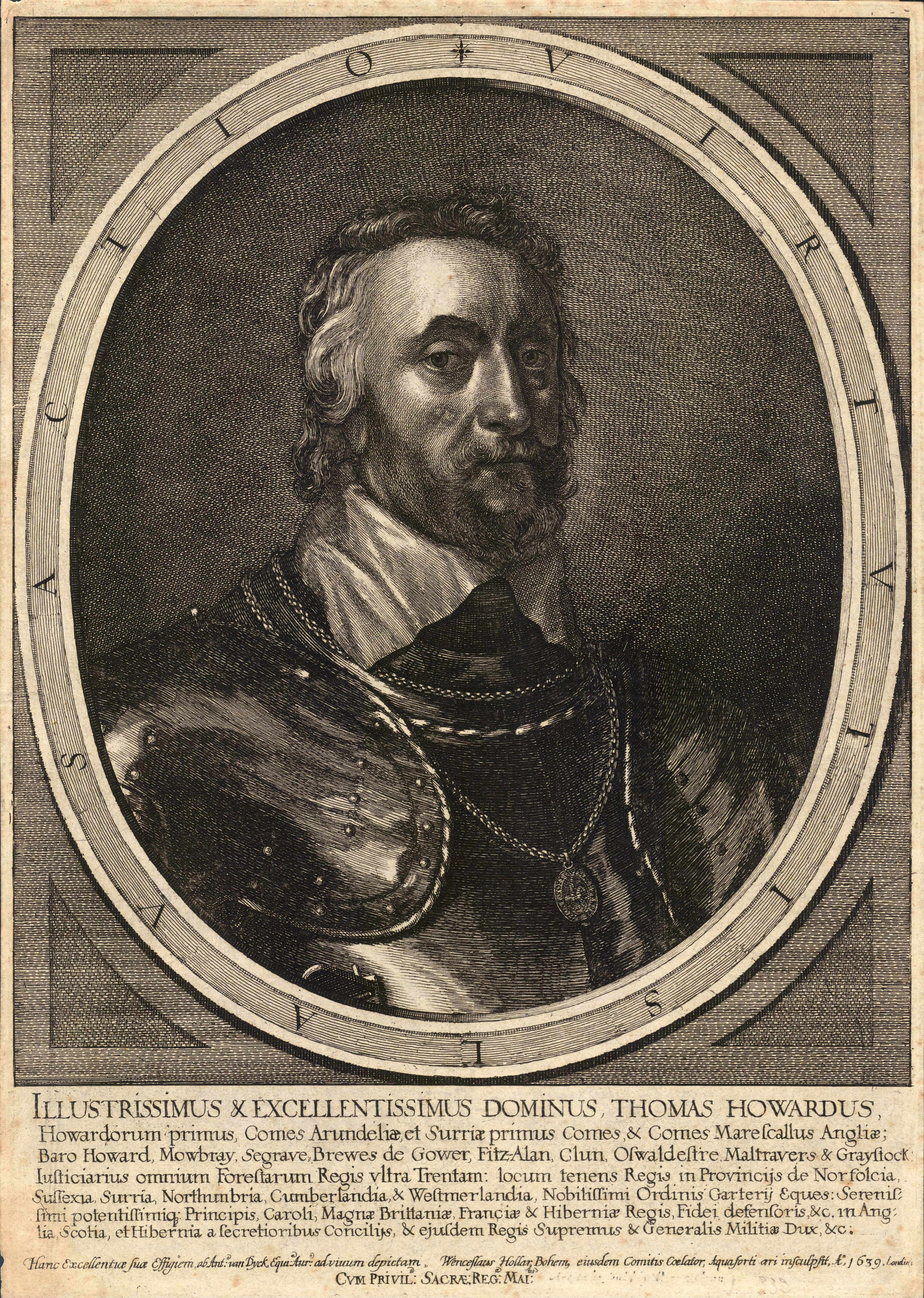
Portrét Arundela podle van Dycka, první z pokusů, kterým se Hollar snažil vlámského malíře přesvědčit o svém umění

Zpočátku žil Hollar v Arundlově domácnosti, kde se mohl postupně seznamovat s novým prostředím. Ačkoli již jednou musel odcestovat ze své domoviny, pobýval stále převážně v německých oblastech, které byly v mnohém jeho domovu podobné, proto byl pro něj příchod do Anglie převratnou změnou. U Arundela pracoval především na zdokumentování jeho rozsáhlé umělecké sbírky, což mu umožňovalo být finančně nezávislý. Hollar nebyl Arundelovým služebníkem či zaměstnancem. Na svých autoportrétech nápadně vystavuje rodinný erb aby zdůraznil své postavení urozeného muže. Ve sbírkách se nacházela díla současníků jako byli Daniel Mytens, Peter Paul Rubens, Jan Lievens, nebo Anthonis van Dyck a Hollar zde dokumentoval i díla starších mistrů jako byl Leonardo da Vinci, Raffael, Parmigianino, Dürer, Hans Holbein mladší, Adam Elsheimer a další. Toto dílo má tím větší hodnotu, jelikož některé z těchto originálů zmizely a jsou známy jen z Hollarových kopií.
Zároveň se zde učil anglicky od Margaret Tracy (ta se na oplátku od něho nechávala vzdělávat v kreslení a základech rytí), která byla komornou lady Alethee Howardové. Dalším Hollarovým zájmem bylo proniknout ke královskému dvoru jako umělec. S tím však měl nemalé problémy, protože ohledně umění měl na dvoře hlavní slovo talentovaný vlámský malíř Anthonis van Dyck, který nebyl Hollarovi nakloněn. (Van Dyck jakožto malíř oceňoval na rytectví odlišné hodnoty než Hollar, který byl především rytec a kreslíř.)
V této době se v Anglii vyhrocovala politická situace a vznikaly dva tábory – těch, co podporovali krále na straně jedné a co reptali proti špatnému královskému vedení na straně druhé. Hollar se snažil být neutrální, ačkoli ho jeho příslušnost k Arundelovu domu přiřazovala k royalistům. O tom svědčí fakt, že jeden z jeho prvních portrétů, které vytvořil v Anglii, patřil spisovateli a královu odpůrci Johnu Miltonovi, dalším z královských odpůrců byl Hollarem portrétovaný politik John Pym. Vyhrocenost situace lze vidět na pádu králova oblíbence Thomase Wentwortha, hraběte ze Straffordu, kterého Hollar poprvé portrétoval v roce 1640 ještě jako irského místokrále a v roce 1641 zdokumentoval proces s ním a jeho popravu.
Dne 4. července 1641 se Hollar oženil s komornou Margaret Tracy, s níž měl dvě děti – staršího Jamese a mladší dceru. V této době se setkal s Janem Amosem Komenským, který v Anglii do roku 1642 pobýval. Když v roce 1642 vypukla anglická občanská válka, Arundel se nevrátil z cest zpět do Anglie a právě v této době se Hollar dostal do služeb královské rodiny. Často se zmiňuje, že učil kreslit waleského prince a pozdějšího krále Karla II., což první tvrdil již Vertue, ovšem krátká Hollarova biografie publikovaná v Antverpách v roce 1649 toto zcela nepotvrzuje a zmiňuje, že byl ve službách vévody z Yorku, tedy Karlova mladšího bratra Jakuba II.

### VAntverpách

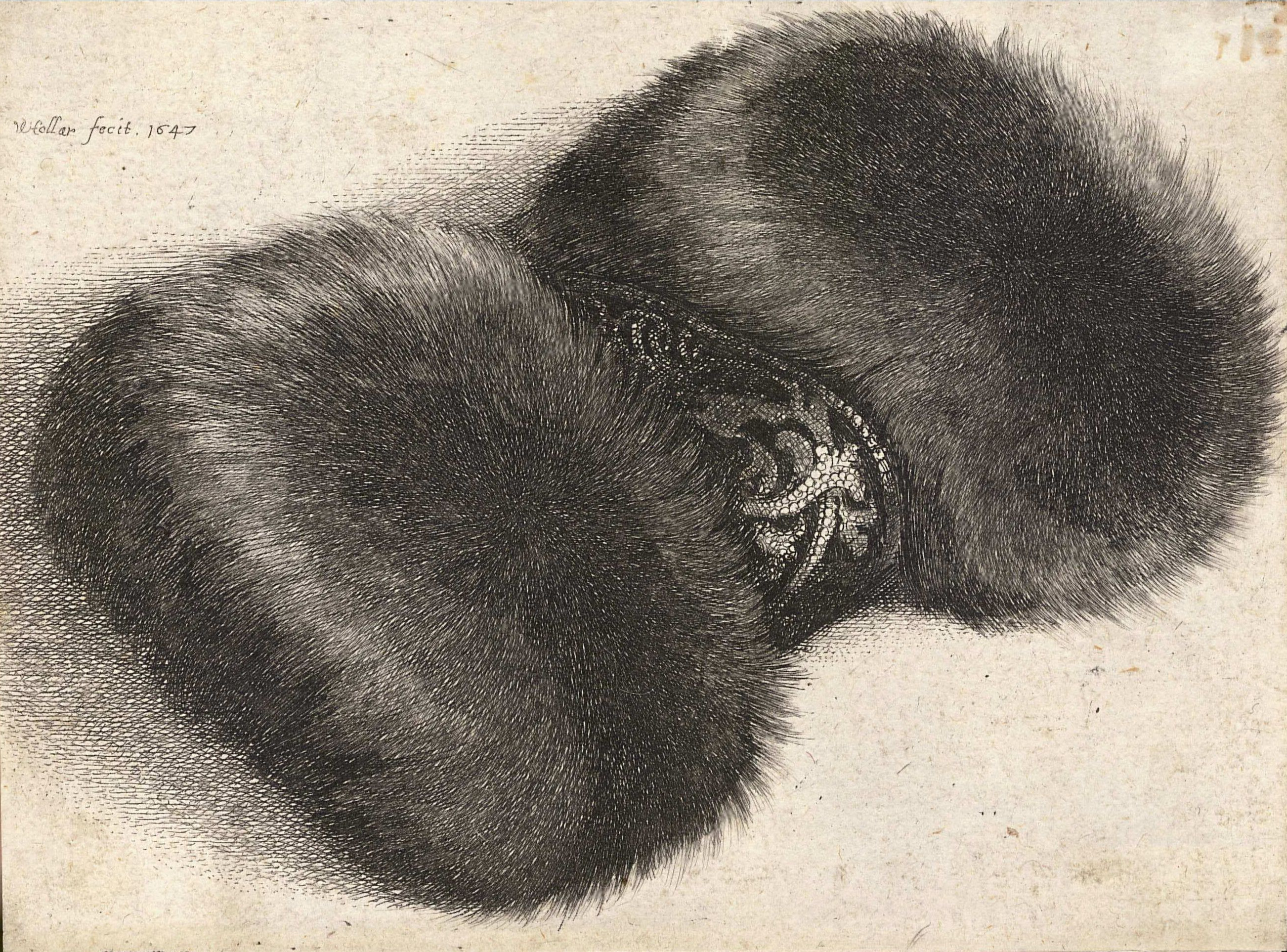
Rukávník s brokátem od Hollara

První Hollarův životopisec a rytec George Vertue uvádí, že Hollar bránil spolu s royalisty Basing House a byl po jeho pádu v roce 1645 vojáky parlamentu zatčen, ale podařilo se mu uprchnout do Nizozemska. Ovšem z jiných pramenů je jasné, že Hollar byl v Antverpách již v roce 1644 a nemohl být tedy při pádu royalistické pevnosti. V Antverpách se setkal s Arundelem, který však roku 1646 zemřel při cestách v Itálii. I ve Vlámsku se věnoval Hollar dokumentaci Arundelových sbírek, alespoň té části, kterou mecenáš stihl přesunout z Anglie na kontinent. Z této činnosti nakonec vzešly i vysoce ceněné tisky motýlů, hmyzu a mušlí. Nicméně Arundel mu již nedokázal zajistit nezávislost, takže se Hollar seznámil s řadou antverpských nakladatelů, z nichž nejdůležitější byl jeho pozdější přítel Jan Meyssens.
Snažil se také vyvrátit tvrzení v této době již mrtvého van Dycka o tom, že Hollarovo dílo je překonané Rubensovou školou. Vytvořil proto řadu kopií obrazů tohoto talentovaného Vláma. O tom, že jeho snaha nebyla marná, může svědčit výrok Vertua, který Hollara označil za nejlepšího van Dyckova interpreta. V této době se Hollar také mohl blíže seznámit s díly Hanse Memlinga, Huga van der Goese a Rogiera van der Weydena.
V roce 1647 publikoval s nakladatelem C. Danckertsem celkový pohled na Londýn a v roce 1649 vyryl velký pohled na Prahu (vyšel v Merianově Topographia Bohemiae, Moraviae et Silesiae v roce 1650). Obě tato díla vyjadřují také určitý stesk po domově, s nímž souvisí i další známá rytina z této doby (1646) Dobrá kočka, která nemlsá. Tu si Hollar zřejmě udělal pro své potěšení, o čemž svědčí český popis, kterému těžko mohl někdo v Antverpách rozumět. Nově tvořil sérii holandských lodí v přístavu, také oblečení a módu, například i rukávníky, které dobře na ztvárnění kožešiny ilustrují jeho cit pro detail.

### Návrat do Anglie a poslední léta

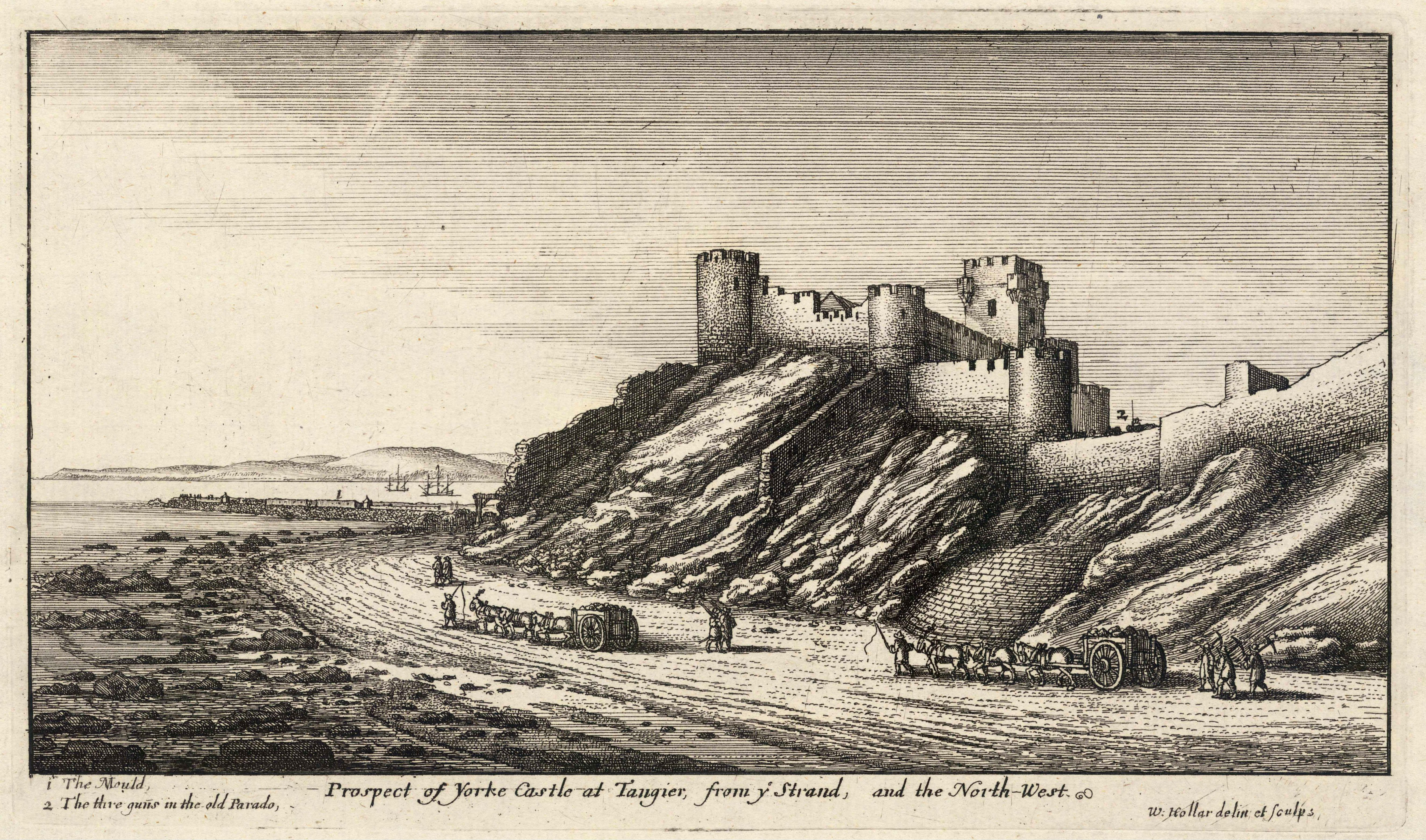
Jeden z tangerských pohledů; zde na York Castle

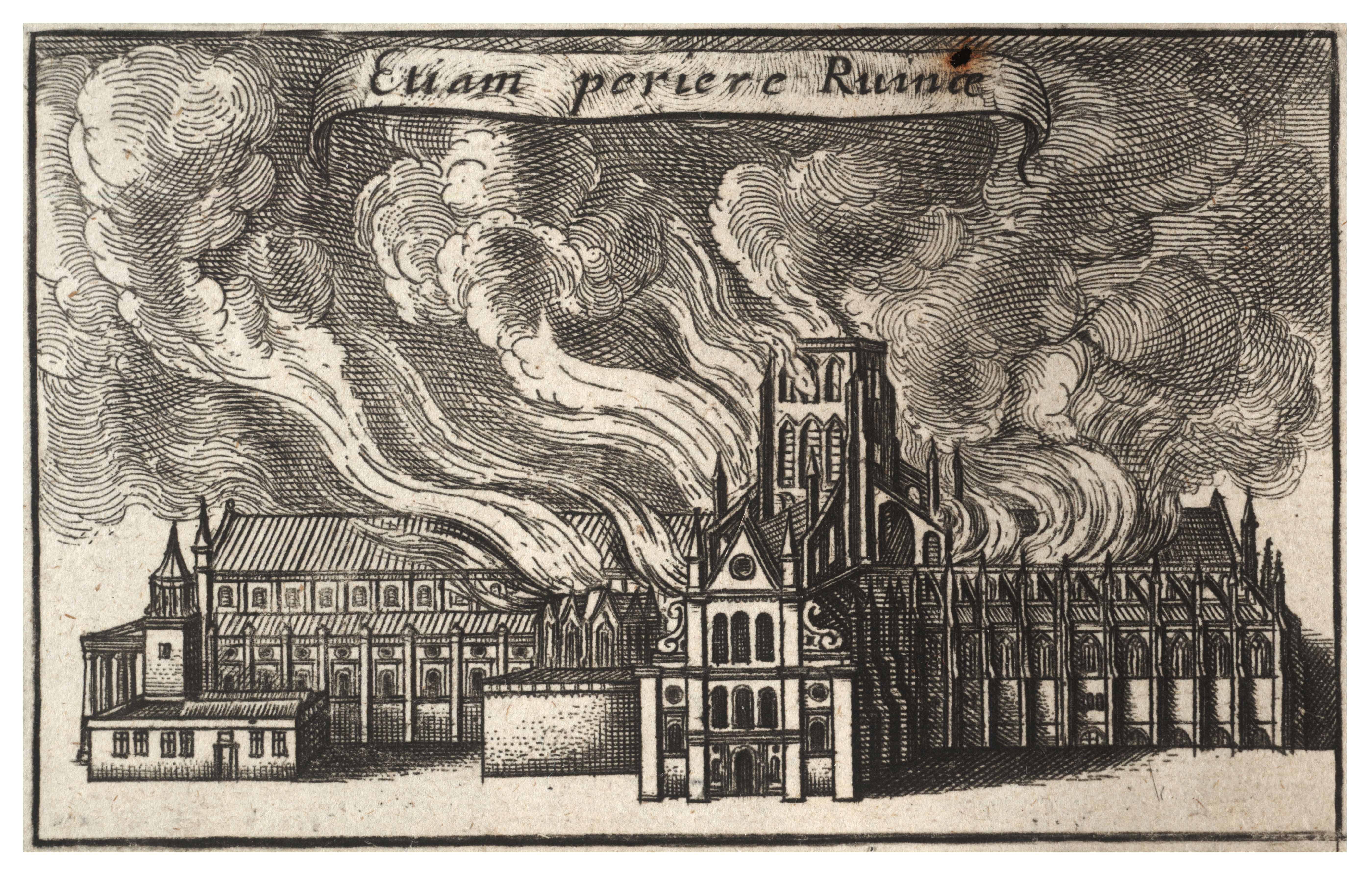
Požár staré katedrály sv. Pavla v roce 1666

V roce 1652 se Hollar vrátil do Anglie, poněkud překvapivě v kontextu sílícího napětí mezi Nizozemskem a Cromwellovou Anglií. Přesné důvody návratu nejsou zcela zřejmé. Urzidil zmiňuje možnost, že se jeho ženě zastesklo po domově, nejspíše ho také přemlouvali jeho přátelé: spisovatel John Aubrey, sběratel umění Elias Ashmole a historik sir William Dugdale. Kvůli nepřátelství mezi Anglií a Nizozemskem museli cestovat do Calais a odtud do Doveru, ovšem příchodem do Anglie problémy neskončily. Hned po příjezdu byl Hollar zatčen a uvězněn. Sice není známo přesné obvinění, ale vzhledem k tomu, že přijel z Nizozemska, kam se stáhlo mnoho royalistických odpůrců Cromwellova režimu a sám Hollar byl spojen s tímto táborem již před útěkem z Anglie, není toto uvěznění překvapivé. Naštěstí pro Hollara se jeho přátelům podařilo domluvit propuštění. Život pro umělce byl ovšem v puritánské Anglii těžší než v době královské vlády. Zatímco v Hollarových očích byla královská Anglie zemí žijící v míru, kde lidé byli šťastní, v puritánské Anglii jako by žili pod nějakou zlou kletbou.
Zprvu bydlel u svého přítele a žáka Williama Faithorna, nicméně poslední období svého života se Hollar stěhoval často. Pracoval pro Johna Ogilbyho, pro kterého vytvořil ilustrace knih klasických autorů Homéra, Vergilia a Juvenalise, které ale neměly komerční úspěch. Pro téhož nakladatele ilustroval i Ezopovy bajky. Z tohoto období také pocházejí díla vzniklá ve spolupráci se sirem Williamem Dugdalem, jako Monasticon Anglicanum, monumentální trojsvazkové pojednání o anglických kostelích, nebo History of St. Paul’s Cathedral o staré londýnské katedrále svatého Pavla.
Předzvěst obratu k lepšímu přišla se smrtí Olivera Cromwella v roce 1658. Oliverův syn Richard Cromwell nedokázal udržet otcovu moc, proto v roce 1660 proběhla restaurace Stuartovců. Ačkoli nový anglický král Karel II. znal Hollara jako svého učitele kreslení, ukázalo se, že proniknout na královský dvůr bude poněkud těžší, protože ani král neměl dost peněz na výplatu umělců. Jediné, co pro něho v tuto chvíli král udělal, bylo doporučení starostovi Londýna, aby ho podpořil při dokončování rozsáhlého mapového díla týkajícího se města; doporučení ovšem nemělo větší odezvu. K ne úplně jednoduché existenční situaci se také přidala smrt ženy Margaret.
V roce 1665 Hollara potkalo další rodinné neštěstí: při morové epidemii zemřel jeho syn James, u kterého se již také projevil kreslířský talent. Tohoto roku se Václav Hollar podruhé oženil, o jeho druhé ženě je známo pouze to, že se jmenovala Honora a že utekla před morem. Hollarova existence byla stále nejistá. Cena díla se v pocromwellovské Anglii určovala od hodiny a ne jako dříve za kus, a i tak se Hollar potýkal s tím, že nakladatelé zneužívali nedostatku poptávky na trhu s uměním a odmítali platit celé nasmlouvané částky. To platilo třeba pro portrét filozofa Thomase Hobbese pro objednavatele Petera Stenta, který odmítl zaplatil celou částku kvůli údajné špatné kvalitě. V roce 1666 vypukl tzv. velký požár Londýna, při kterém shořela velká část tehdejšího dřevěného města. Ovšem požár měl pro Hollara pozitivní dopad: před požárem totiž připravil řadu pohledů na město, které přestalo existovat a takový materiál získal na ceně a dobře se prodával (díky tomu je dnes známa podoba středověkého centra města). Zároveň se z těchto podkladů vycházelo při obnově města, což opět připomnělo Hollara králi, který mu za služby udělil 21. listopadu titul „scenographus regius“. Ve stejném roce byla vydána Hollarova příručka pro grafiky Albrecht Dürer Revised: Wherein You Have Also Mr. Hollar’s Receipt for Etching, With Instructions How to use it (Přepracovaný Albrecht Dürer: kde také naleznete návod pana Hollara pro lept a jak ho užít).
S Hollarovou prací byl král natolik spokojen, že ho v roce 1668 poslal na výpravu do Tangeru, kde měl zachytit podobu města, které nově získal po svatbě s portugalskou princeznou Kateřinou z Braganzy. Při návratu do Anglie byla loď Mary Rose pod vedením kapitána Johna Kempthorna, na které výprava cestovala, přepadena piráty; toto přepadení Hollar později také umělecky ztvárnil.
Po návratu ještě dále pracoval. V roce 1672 například cestoval za podpory vydavatele po Nottinghamshire, do Salisbury a Lincolnu, ilustrace potom použil ve svém díle Robert Thoroton. Souběžně se však u umělce začalo projevovat stáří, již delší dobu měl potíže s levým okem, takže si ho při práci musel zakrývat. Zemřel v chudobě v roce 1677. Byl uložen do hrobu u kostela svaté Markéty ve Westminsteru. Nezemřel však opuštěn: do konce života udržoval blízký kontakt s rodinou Johna Evelyna a Hollarovi žáci, kteří provázeli rakev, na něho nezapomněli a svá díla podepisovali „Quondum discipulus Hollari“ (Kdysi žák Hollarův).

## Hollarovo náboženské vyznání
Teprve díky objevu (v roce 2006) archivu Matouše Konečného (z 1607) se podařilo najít informaci naznačující, že pocházel z rodiny hlásící se k Jednotě bratrské, konkrétně zde je uváděn jako český bratr jistý „Jan Hollar z Horaždějovic“, který je patrně totožný s Hollarovým otcem Janem. Ale Jakub Hollar roku 1589 vyženil dům v Horažďovicích (má syna Jana Jiřího a ten pak syna Jana, kteří zůstávají v Horažďovicích) a jeho bratr Jan (otec Václava) se týž rok odstěhoval do Prahy. Jan Hollar se roku 1601 stává občanem Nového Města. Po smrti své ženy roku 1613 se podruhé žení (s Markétou) a má i syna Jana Jiřího. Berní rula pak (kolem 1650) uvádí, že Jan Jiří Hollar starší z Práchně je ingrosista (účetní) v Praze (Vodičkova čp. 675) a Jan Jiří Hollar z Práchně má v Praze „otlučený dům“ (Soukenická čp. 1192, který roku 1605 pořídil otec Václava). Jediné další příjmení Hollar v indexu berní ruly Čech má pekař Jan Hollar z obce Stříbrné Hory u Horažďovic. K domu čp. 675 (U Modrého orla) je psáno: Jan [Jiří] Hollar [z Práchně], ingrosista čes. kanceláře, ohlásil 24. července 1643 přípověď na dům pozůstalý po strýci Jakubovi H. z P., jenž koupil 21. ledna 1620 s manž. Annou.
Nalezení stopy naznačující Hollarovu příslušnost k českým bratřím předcházela dlouhá a nejednoznačná diskuse. Velmi důležitým argumentem pro Hollarovo protestantství (nevědělo se, k jaké Hollar patřil konfesi) byl Hollarův odchod z Čech v roce 1627, čímž se připojil k velké skupině exulantů, kteří odcházeli právě z náboženských (a politických) důvodů. Ovšem největší problém tohoto důkazu tkví v tom, že důvod jeho odchodu mohla být touha po nových uměleckých možnostech, které mu umělecky upadající české prostředí nemohlo, na rozdíl od Karla Škréty, nabídnout. Protestantismus naznačovala také i některá dobová svědectví. Současník John Aubrey tvrdil, že důvod Hollarova odchodu z vlasti bylo náboženské vyznání a Hollarův přítel John Evelyn dokonce přímo říkal, že Hollar byl protestant, ale ke katolictví konvertoval pod vlivem antverpských jezuitů. Na konci života byl také pohřben na anglikánském hřbitově.
Zajímavý pohled na konfesi podávají znaky naznačující, že Hollarovi byli katolíci. Richard Pennington dokonce tvrdí, že o tom „není pochyb“. Velmi silným argumentem byla především poměrně úspěšná kariéra Jana Hollara ve značně konfesně netolerantním prostředí 20. let 17. století. Pro to, že byl Václav Hollar katolík, by mohla mluvit jeho kladně vyřízená žádost z roku 1636 o polepšení erbu císařem Ferdinandem II., mužem pevné víry, ovšem zde mohla hrát roli i diplomacie, kde by císařovo zamítnutí mohlo zhoršit vztahy s Anglií. Pokud byl v době, kdy se setkal s Arundelem, nekatolíkem, předpokládá se, že mohl ještě po příjezdu do Anglie konvertovat, protože Arundelova rodina byla katolická a nejspíše i komorná Margaret, která se stala jeho ženou, byla katoličkou. Také existuje záznam, že byl Hollar v roce 1656, ještě za vlády Cromwella, zadržen, když se „vracel z kaple“, tedy nejspíše katolické kaple zbudované u nějakého vyslanectví.

## Dílo

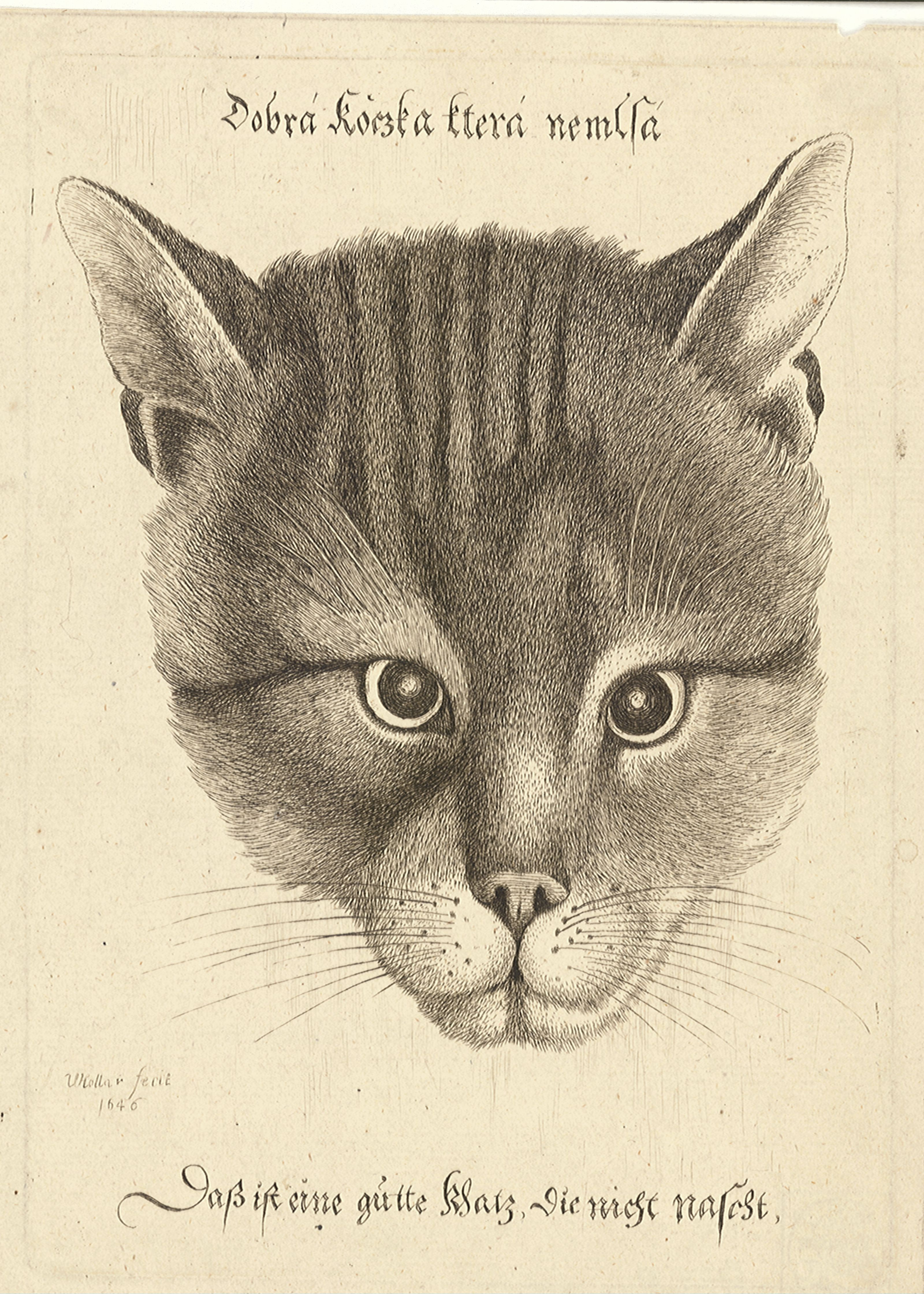
Nejpopulárnější Hollarova rytina Dobrá kočka, která nemlsá z roku 1646

Václav Hollar nebyl jen jedním z nejlepších, ale zároveň i nejplodnějších umělců své doby. Vytvořil okolo 400 kreseb a 3 000 leptů. První generální katalog Hollarových leptů provedl v roce 1853 archeolog a sběratel Gustav Parthey.V roce 1983 tento katalog revidoval Richard Pennington, který vyloučil 200 rytin od jiných autorů a naopak zařadil 225, o kterých Parthey nevěděl. Penningtonův katalog zachovává z Partheyova katalogu jak dělení rytin podle tématu, tak číslování (1–2 733), přičemž doplněné rytiny mají k číslu připojena písmena A, případně B, C, D. Soupis kreseb vytvořil Franz Sprinzels.
Názor na Hollarovo dílo se v průběhu doby vyvíjel, ale většinou na něm byla ceněna vysoká úroveň kresby, přesnost, detailnost a realismus, díky čemuž je jeho dílo ceněným dokumentem doby.
Z Hollarových uměleckých začátků není mnoho známo. Podle známého vyjádření pod leptem Hollar s rytinou sv. Kateřiny říká, že již od mala měl zálibu v malbě miniatur, ovšem první známé dílo pochází z roku 1626, je to lept Maria s dítětem podle Dürera, a pak několik dalších leptů z roku 1627, tedy Svatá rodina (P133) podle Josepha Heintze a Krajina s převislým stromem.
Hollar se ve svém díle zabýval širokou paletou témat. Známá jsou jeho topografická díla zachycující krajinu a města Česka, Německa, Anglie (díky němu je dnes známa podoba Londýna před velkým požárem), Nizozemska, Švýcarska a dnešního Maroka. Ztvárňoval také portréty svatých a známých lidí své doby, motivy ze Starého a Nového zákona, mytologie a historické scény podobně jako erby, karikatury, zvířata, květiny, zátiší, alegorie, módu, zde je známý cyklus Aula veneris a mnoho dalšího. Rytina jeho kočky s poučným nápisem „Dobrá koczka, která nemlsá“ se stala vůbec jeho nejznámějším samostatným obrazem, známý grafický list se zvířetem je také Pudl – Boloňský psík (P2097). Když se poprvé dostal do Londýna hrálo v jeho díle velmi podstatnou roli dokumentace předmětů z Arundelovy sbírky, tyto rytiny jsou často označeny ex collectione Arundeliana, zde vytvořil velmi zdobný např. Mantegnův kalich (P2643), pohledů na Londýn také použil na cyklus Londýnské roční časy. Při pobytu v Nizozemsku vytvořil také podstatný cyklus lodí Navium variae figurae et formae. Není jasné, která z rytin je Hollarova poslední, někdy je tak označováno vyobrazení hrobu Eduarda IV. (P2282).
Velké sbírky Hollarových děl se nacházejí na Windsorském hradě, v londýnské Národní galerii, ve sbírce Hollarova díla nazývané Hollareum v majetku Národní galerie v Praze a ve Fisher Library patřící k University of Toronto. Nemalé sbírky jsou také v Albertině a kabinetě rytin v Berlíně.

### Významná díla
- Velký prospekt Prahy z Petřína
- Antverpská katedrála
- Velký pohled na Mohuč
- Dobrá kočka která nemlsá

## Odkaz

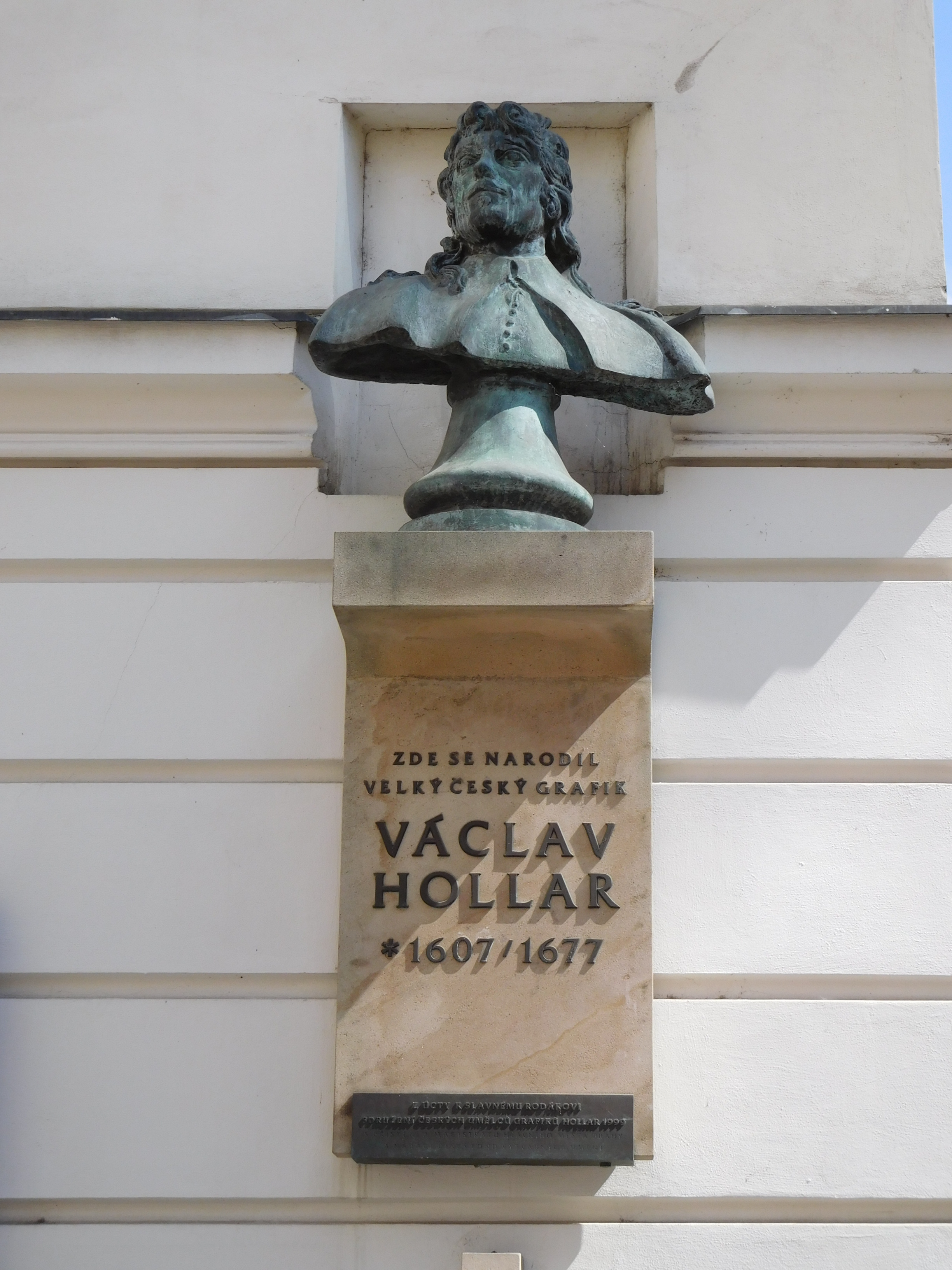
Pamětní deska v Soukenické ulici na rodném domě (bustu vytvořil Jan Hendrych a odhalena byla roku 1999)

K Hollarovu odkazu se v roce 1917 přihlásil T. F. Šimon, když založil spolek grafiků SČUG Hollar. Jedna střední odborná škola zaměřující se na grafiku a design v Praze si do názvu zvolila jméno Hollara.
Na Hollarovu Dobrou kočku, která nemlsá navázal Miloš Václav Kratochvíl a tento název použil jako název historického románu o Hollarově životě a kapela Lucie vydala desku Dobrá kočzka která nemlsá jako reminiscenci na toto dílo. O Hollarovi publikoval historik umění a spisovatel Johannes Urzidil, který se epizodou z jeho života inspiroval pro povídku Slonice (česky vyšlo ve výboru Hry a slzy).
V roce 2007 ke kulatému výročí umělcova narození vydala česká pošta aršík Světový grafik Václav Hollar v nominální hodnotě 35 Kč. Lepty z Hollarova díla, které byly použity pro tento aršík, vybral a v ocelorytu vyvedl Bedřich Housa. Jsou to Jaro a Zima z cyklu Londýnské roční doby, které i Stanislav Richter považoval za vrchol Hollarova díla, dále to byl Hollarův autoportrét podle Meyssense a pod známkami panoramatický pohled na Prahu dle jeho kresby.

## Výstavy (výběr)
Díla Václava Hollara jsou vystavována poměrně často, originální tisky však vždy pouze krátkodobě, např.:
- Václav Hollar, výstava z král. zemské sbírky Hollareum, Umělecko-průmyslové muzeum, Praha, 1907[45]
- Grafické listy pěti století, Národní galerie, Praha, 1967[46]
- Václav Hollar a Evropa mezi životem a zmarem, Palác Kinských, Praha, 12. 10. 2007 - 13. 1. 2008
- Václav Hollar - rytiny a známky, Poštovní muzeum, Praha, 31. 7. 2017 - 1. 10. 2017 (originální tisky vystaveny pouze na začátku výstavy)